# Augochlora morrae
Augochlora morrae är en biart som beskrevs av Embrik Strand 1910. Augochlora morrae ingår i släktet Augochlora och familjen vägbin. Inga underarter finns listade.